# Кумано
 Кумано  (јап. 熊野市) град је у Јапану у префектури Мије. Према попису становништва из септембра 2012. у граду је живело 18.703 становника.

## Становништво
Према подацима са пописа, у граду је 2012. године живело 18.703 становника.
| 1995. | 2000.  | 2005.  |
| ----- | ------ | ------ |
| [ 1 ] | 20.370 | 18.703 |